# Grande Loge Suisse Alpina
Grande Loge Suisse Alpina - organizacja masońska w Szwajcarii. Została założona w 1844 roku. Jest uznawana za regularną przez Wielką Zjednoczoną Lożę Anglii. Składa się z 80 lóż i ma około 4 tys. członków. Organizacja wydaje swoje czasopismo Alpina publie l'Alpina, revue maçonnique suisse. Zostało założone w 1874 i jest wydawane w Lozannie po niemiecku, francusku i włosku. Jego redaktorem naczelnym jest Alfred Messerli. Od organizacji oddzielił się Wielki Wschód Szwajcarii (Grand Orient de Suisse), który nie uznaje Wielkiego Architekta Wszechświata.